# Il broker
Il broker (The Broker) è un romanzo di John Grisham, pubblicato l'11 gennaio 2005.

## Trama
Il broker, soprannome dato all'ex avvocato Joel Backman, accusato di spionaggio informatico, è stato condannato a venti anni di carcere.
Al termine del suo mandato il presidente degli Stati Uniti, spinto dal direttore della CIA Teddy Maynard, concede la grazia a Backman (che ha scontato "solo" sei anni di carcere in un durissimo isolamento), ma questi in cambio dovrà lasciare definitivamente il Paese e cambiare identità, stabilendosi in Italia.
L'operazione si trasforma in una spietata caccia all'uomo all'interno della città di Bologna da parte delle potenze straniere che vogliono mettere le mani sul software in possesso del Broker, in grado di far funzionare il sofisticatissimo sistema di spionaggio satellitare Neptune.
Il ritorno nella sua vita del figlio e di una donna segneranno la sua rinascita.

## Edizioni
- John Grisham, Il broker, traduzione di Renato Pera, collana Omnibus, Arnoldo Mondadori, settembre 2005,  p. 356, ISBN 88-04-53922-4.
- John Grisham, Il broker, traduzione di Renato Pera, collana I Miti, Arnoldo Mondadori, 2006,  p. 398, ISBN 88-04-55925-X.